# Somatochlora uchidai
Somatochlora uchidai är en trollsländeart som beskrevs av W. Foerster 1909. Somatochlora uchidai ingår i släktet glanstrollsländor, och familjen skimmertrollsländor. Inga underarter finns listade i Catalogue of Life.